# Château de Jonquières
Pour l’article homonyme, voir Château de Jonquières (Tarn).
Le château de Jonquières est un édifice du XVIIe siècle inscrit au titre des monuments historiques. Il se situe dans le village de Jonquières, département de l'Hérault.

## Protection
Les façades et toitures, y compris les galeries, l'escalier, la terrasse, la porte en arc sculptée se trouvant dans le parc font l’objet d’une inscription au titre des monuments historiques depuis le 29 février 1964.

## Visites
Depuis 2016, la famille Beaumont rend visite annuellement au château de Jonquières durant leur Tour de France estival. D'abord en couple, puis dès 2019 avec chaque année un enfant en plus, présentant ainsi leur descendant à la famille Béarn et Cabissole.